# ドナルド・アントリム
ドナルド・アントリム（Donald Antrim, 1958年 - ）は、ニューヨーク出身のアメリカの作家。1993年にElect Mr. Robinson for a Better Worldでデビューした。ザ・ニューヨーカーは彼を、40歳未満で最も優れた作家20人のうちの一人だと評した。

## 作品
- Elect Mr. Robinson for a Better World (1993, ISBN 0375725032)
- The Hundred Brothers (1998, ISBN 0517703106)
- The Verificationist (2000, ISBN 0679769439)
- The Afterlife: A Memoir (2006, ISBN 0312426356)